# Aldo Araujo
Aldo Andrés Araujo (Corrientes, Argentina, 3 de enero de 1992) es un futbolista argentino. Juega como extremo derecho en el Club Olimpo de la Primera Nacional. Tiene 33 años.

## Trayectoria

### Inicios
Aldo es correntino, su padre es gomero y su madre es ama de casa. Son siete hermanos y Aldo cuenta que juega al fútbol desde que tiene uso de razón y que juega en primera desde los 14 años.

### Textil Mandiyú
Comenzó su carrera en el Club Social y Deportivo Textil Mandiyú, jugó varias temporadas hasta lograr el ascenso al Torneo Federal A. Vivía un verdadero infierno en Textil Mandiyú. Dado que en un hecho insólito, Jorge Abib, el presidente del club, junto a 30 barrabravas, ingresó a los departamentos de los jugadores. Allí, les robaron cheques que debían cobrar y algunas pertenencias, según relataron varios de ellos. Textil Mandiyú, donde jugaba "Turbina", había sido goleado ante Sarmiento de Resistencia, lo que determinó su eliminación del Torneo Federal A. Hay que recordar que lamentablemente varios de estos futbolistas, entre los que estaban Matías Villavicencio y Rodrigo Mannara (ex Talleres), resolvieron marcharse. Aldo no se hospedaba junto a las víctimas aunque formaba parte del plantel. Con un sueldo de por aquel entonces 1.500 pesos, no tenía otras opciones, más allá de Corrientes. Siendo un jugador “sin inferiores” y vulnerable (60 kilos y 1,64 metros) a las patadas, eran pocos los que apostaban por él. Sin embargo, con su representante Juan Carlos Prycodko (aquel exjugador de Racing Club y Ferro) empezaron a golpear puertas. Y una de las que se abrió fue la de Talleres.

### Talleres

#### 2015
En el 2015 llegó a Talleres cuyo objetivo era el ascenso a la Primera B Nacional. La decisión de salir de Corrientes y pedir el pase, vía Agremiados, por aquella apretada y la falta de pago, fue el primer paso. Araujo partió hacia Córdoba, por recomendación de Daniel "La Chanchita" Albornos, que lo conoció en su fugaz paso por Textil Mandiyú. Pero antes debía pasar una prueba con 40 jugadores de otras latitudes en el predio Amadieo Nuccetelli.
“Llegué a las 7 de la mañana y la prueba era ahí no más. Había muchos jugadores. Me fue bien. No sabía nada de Talleres. Mi representante me habló. Yo estaba en Mandiyú. Ahí conocí a Daniel Albornos, ayudante de campo del DT Oscar Blanco, pero no sabía que había sido una gloria de Talleres. No lo supe por él, sino acá por la gente que me decía”, supo decir Araujo, que hizo siete goles ese día y fue fichado en el acto.
Conoció México cuando fue de pretemporada, se quedó con la banda izquierda en la disputa con Sebastián Ereros. Debutó en el elenco cordobés el 23 de marzo de 2015, en el partido correspondiente a la primera fecha del Federal A ante 9 de Julio de Morteros. Su primer gol fue ante Tiro Federal de Bahía Blanca, partido en el que también dio tres asistencias.. Tuvo un gran comienzo hasta que los golpes (de rivales e involuntarios en las prácticas) lo dejaron afuera casi dos meses. Volvió a tiempo, jugó ante 60 mil personas y ascendió con la T, como era “su sueño”. Su primera temporada en Talleres fue más que notable y un año después de aquella apretada a sus compañeros, firmó por cuatro temporadas (desde su entorno se informa que le compraron más de la mitad del pase y de acuerdo a los registros de la Liga Cordobesa de Fútbol figura como definitivo), tras haber sido determinante en el ascenso de Talleres ocurrido el 27 de octubre. Desde su entorno familiar se comentó que el jugador cumplió su sueño de ser jugador profesional con la llegada a Talleres.

#### 2016
Por la Primera B Nacional en 2016 no pudo disputar muchos partidos (tan solo 2), lamentablemente a causa de las lesiones por su vulnerable condición física. La lesión lo dejó afuera de las canchas por toda la temporada. Sin embargo su equipo, Talleres; consiguió el tan ansiado ascenso a la Primera División.

#### 2016/17
Con el equipo en Primera División, Aldo consiguió su tan ansiado debut en la Primera División del Fútbol Argentino. Fue nada menos que en el Cilindro de Avellaneda frente a Racing Club. Disputó solo 13 partidos ya que de nuevo fue afectado por las lesiones.

#### 2017/18
Aldo se recuperó de la lesión y forma parte de la pretemporada, espera a que este sea su año, "solo si Dios quiere". Como manifestó el jugador. Lamentablemente durante la pretemporada sufre un microdesgarro que lo dejara fuera de las canchas al menos por 15 días y lo pone en duda para el debut de Talleres en la Superliga; la tortura de las lesiones para Aldo no parece tener fin. Regresa de su lesión y juega unos minutos frente a Rosario Central por la Superliga y termina nuevamente lesionado el encuentro, con la finalización de la primera parte de la temporada se habla de su salida en calidad de préstamo para que el jugador adquiera rodaje y fortaleza.

### 2022
El volante ofensivo se convirtió en el noveno refuerzo de Sarmiento de Resistencia para la temporada 2022 del Torneo Federal A, proveniente de Olimpo de Bahía Blanca donde disputó 22 partidos y convirtió 4 goles.

## Clubes
| Club           | País      | Año             | Partidos | Goles |
| -------------- | --------- | --------------- | -------- | ----- |
| Textil Mandiyú | Argentina | 2012 - 2014     | 57       | 11    |
| Talleres       | Argentina | 2015 - 2019     | 63       | 5     |
| Nueva Chicago  | Argentina | 2019 - 2020     | 10       | 2     |
| Olimpo         | Argentina | 2020 - 2022     | 25       | 4     |
| Sarmiento (R)  | Argentina | 2022 - presente | 0        | 0     |

## Palmarés
| Título             | Club     | País      | Año  |
| ------------------ | -------- | --------- | ---- |
| Torneo Federal A   | Talleres | Argentina | 2015 |
| Primera B Nacional | Talleres | Argentina | 2016 |